# The Stone Carvers
The Stone Carvers é um filme-documentário em curta-metragem estadunidense de 1984 dirigido e escrito por Marjorie Hunt e Paul Wagner. Venceu o Oscar de melhor documentário de curta-metragem na edição de 1985.